# Jesús Díaz Rodríguez
Jesús Díaz Rodríguez (l'Havana, 7 d'octubre de 1941 - Madrid, 2 de maig de 2002) va ser un destacat cineasta, dramaturg i escriptor cubà, autor de Los años duros (Premi Casa de las Américas, 1966) i guionista de la pel·lícula cubana Clandestinos.

## Biografia
ºva ser un actiu intel·lectual revolucionari en els anys 1960 a vuitanta a Cuba. Va ser alumne de política internacional en un curs del Ministeri de Relacions Exteriors (1961-1962). Va treballar a la secció d'Amèrica Llatina de l'Institut Cubà d'Amistat amb els Pobles (1962) i va pertànyer al Departament de Filosofia de la Universitat de l'Havana (1963-1971).
Va dirigir la plana cultural de la revista Juventud Rebelde (1965-1966) i El Caimán Barbudo durant la seva primera època (1966-1967). Basat en un dels contes de Los años duros (Premi Casa de las Américas en 1966) va realitzar l'obra teatral Unos hombres y otros, estrenada en aquest mateix any. Va ser membre del consell de redacció de Pensamiento crítico (1967-1971).
Entre els seus llibres més coneguts hi ha Canto de amor y de guerra (1979) i Las iniciales de la Tierra (1987). Va escriure el guió de Ustedes tienen la palabra (de 1973) i altres per l'ICAIC.
En els darrers anys va col·laborar activament en l'associació anticastrista Encuentro de la Cultura Cubana, i ha estat professor de l'Acadèmia de Cinema de Berlín i de l'Escuela de Letras de Madrid.
Com a director, va realitzar una dotzena de documentals. Va debutar amb el llargmetratge Polvo rojo (1982) i després Lejanía (1985).

## Obra

### Novel·les
- Las cuatro fugas de Manuel (2001)
- Siberiana (2000)
- Dime algo sobre Cuba (1998)
- La piel y la máscara (1996)
- Las palabras perdidas (1992)
- Las iniciales de la tierra (1987)

### Col·leccions de conte
- Canto de amor y de guerra (1979)
- Los años duros (1966)

### Testimoni
- De la patria y el exilio (1979)

### Filmografia
- Barroco (1989). Coguionista
- Clandestinos (1987). Guionista.
- Otra mujer (1986). Guionista.
- Lejanía (1985). Guió i direcció.
- Polvo rojo (1981). Guió i direcció.
- En tierra de Sandino (1978, documental).
- Cincuenta y cinco hermanos (1978, documental).
- La sexta parte del mundo (1977, documental). Codirecció.
- Reportaje en Lagos (1977, curtmetratge).
- Benin: una nación africana (1977, curtmetratge).
- A orillas del Angará (1977, curtmetratge).
- La tierra de las muchas aguas (1976, curtmetratge).
- Canción de Puerto Rico (1976, curtmetratge).
- Mina, viento de libertad (1976). Guió.
- Un día en el parque (1976, curtmetratge).
- Cambiar la vida (1975, curtmetratge).
- Crónica de la victoria (1975, curtmetratge amb Fernando Pérez Valdés).
- Puerto Rico (1975). ºsmb Fernando Pérez.
- Ustedes tienen la palabra (1973). Coguionista.
- El extraño caso de Rachel K (1973). Coguionista.
- ¡Viva la República! (1972). Coguionista.